# Tai nüa
Tai nüa (ᥑᥣᥛᥰᥖᥭᥰᥖᥬᥳᥑᥨᥒᥰ [xaːm˥tai˥ taɯ˥˧xoŋ˥]; också kallat tai le, tai taü xoong eller dehong dai) är ett av flera språk som talas av daifolket i Yunnan-provinsen i Kina. Denna form av daispråket talas främst i den autonoma prefekturen Dehong samt i häradena Gengma, Shuangjiang, Cangyuan, Zhenkang, Jinggu och Jingdong.

## Skrift
Liksom andra skriftsystem i Brāhmī-familjen så är tai nüa en abugida vilket innebär att varje konsonant, om inget annat anges, har en medföljande vokal (i det här fallet a [a]).

### Vokaler
| Tecken |    | IPA      | Tecken |    | IPA    | Tecken |    | IPA |
| ------ | -- | -------- | ------ | -- | ------ | ------ | -- | --- |
| ᥣ      | aa | [a:]     | ᥤ      | i  | [i]    | ᥥ      | ee | [e] |
| ᥦ      | eh | [ɛ]      | ᥧ      | u  | [u]    | ᥨ      | oo | [o] |
| ᥩ      | o  | [o]      | ᥪ      | ü  | [ɨ, ɯ] | ᥫ      | e  | [ə] |
| ᥬ      | aü | [aɨ, aɯ] | ᥭ      | ai | [ai]   |        |    |     |

### Konsonanter
| Tecken |    | IPA  | Tecken |    | IPA  | Tecken |    | IPA   | Tecken |   | IPA  | Tecken |   | IPA |
| ------ | -- | ---- | ------ | -- | ---- | ------ | -- | ----- | ------ | - | ---- | ------ | - | --- |
| ᥐ      | k  | [k]  | ᥑ      | x  | [x]  | ᥒ      | ng | [ŋ]   | ᥓ      | c | [ts] | ᥔ      | s | [s] |
| ᥕ      | y  | [j]  | ᥖ      | t  | [t]  | ᥗ      | th | [tʰ]  | ᥘ      | l | [l]  | ᥙ      | p | [p] |
| ᥚ      | ph | [pʰ] | ᥛ      | m  | [m]  | ᥜ      | f  | [f]   | ᥝ      | v | [w]  | ᥞ      | h | [h] |
| ᥟ      | q  | [ʔ]  | ᥠ      | kh | [kʰ] | ᥡ      | ch | [tsʰ] | ᥢ      | n | [n]  |        |   |     |

### Toner
Ursprungligen skrevs toner inte ut. 1956 infördes diakritiska tecken, lånade från det latinska alfabetet, för att markera toner och i en senare stavningsreform år 1988 ersattes dessa av speciella bokstäver.
| 1956 | 1988 | Nummer | IPA     |
| ---- | ---- | ------ | ------- |
| ᥖ    | ᥖ    | 1      | [˨˦]    |
| ᥖ̈    | ᥖᥰ   | 2      | [˥˧,˥˥] |
| ᥖ̌    | ᥖᥱ   | 3      | [˩˩]    |
| ᥖ̀    | ᥖᥲ   | 4      | [˧˩]    |
| ᥖ̈    | ᥖᥳ   | 5      | [˦˧,˥˧] |
| ᥖ́    | ᥖᥴ   | 6      | [˧˧]    |